# Scipione Capece
Scipione Capece (en latín: Scipio Capicius; Nápoles, c. 1480-Nápoles, 9 de diciembre de 1551) fue un jurista, humanista y poeta italiano, profesor de derecho civil y presidente de la Accademia Pontaniana.
Escribió tres poemas: Inarime (1532), De vate maximo (1533) y De principiis rerum (1546).

## Obras
- Da vate maximo (en latín). 1533.
- De principiis rerum (en latín). Padua: Giuseppe Comino. 1751 [1546].